# اسدآباد (کاکاوند)
اسدآباد یک منطقهٔ مسکونی در ایران است که در دهستان کاکاوند غربی واقع شده‌است.